# Comté de Somerset (Maryland)
Pour les articles homonymes, voir Comté de Somerset.
Le comté de Somerset est situé sur la rive orientale de la baie de Chesapeake dans l'État de Maryland, aux États-Unis. Sa population était de 24 620 habitants en 2020. Le siège du comté est Princess Anne.

## Histoire
Le comté de Somerset fut créé en 1666. En 1742, la moitié orientale du comté est devenue le nouveau comté du Worcester, et en 1867 une partie du nord a été incluse dans le nouveau comté du Wicomico.

## Économie
Le plus grand secteur de l'économie est l'agriculture. Les principaux produits agricoles sont les poulets, le maïs, le soja et le blé. Au XIXe siècle, la pêche des mollusques et des crustacés était la plus importante industrie.

## Géographie
Selon le bureau de recensement des États-Unis, le comté a une superficie de 1 582 km2 dont 46,4 % constitués de plans d'eau (736 km2).

## Municipalités et communautés
- Crisfield
- Princess Anne